# 가미야마구치역
가미야마구치역(일본어: 上山口駅)은 일본 야마구치현 야마구치시에 위치한 서일본 여객철도 야마구치 선의 철도역이다. 단선 승강장 1면 1선의 구조를 갖춘 지상역이며, 대합실에 무인발권기가 설치되어 있다.

## 이용 현황
| 승차 인원 추이 | 승차 인원 추이 |
| 연도           | 1일 평균       |
| -------------- | -------------- |
| 1999           | 193            |
| 2000           |                |
| 2001           | 183            |
| 2002           | 191            |
| 2003           | 179            |
| 2004           | 162            |
| 2005           | 134            |
| 2006           | 131            |
| 2007           | 160            |
| 2008           | 152            |
| 2009           | 128            |
| 2010           | 115            |
| 2011           | 116            |
| 2012           | 101            |
| 2013           | 95             |
| 2014           | 105            |

## 역 주변
- 야마구치 적십자 병원
- 야마구치 현 적십자 혈액 센터
- 야마구치 신체 장애인 복지 센터

## 역사
- 1953년
  - 3월 15일 : 야마구치 선의 야마구치 - 미야노 간의 국철 닛세키마에 가승강장으로서 설치.
  - 4월 10일 : 역으로 승격. 동시에 가미야마구치역으로 개칭. 여객 취급만.
- 1987년 4월 1일 : 일본국유철도 분할 민영화에 의해, 서일본 여객철도가 승계.

## 인접 역
| 서일본 여객철도 야마구치 선 | 서일본 여객철도 야마구치 선 | 서일본 여객철도 야마구치 선 |
| --------------------------- | --------------------------- | --------------------------- |
| 야마구치 신야마구치 방면    | ■ 야마구치 선               | 미야노 마스다 방면          |